# 589 (numero)
Cinquecentottantanove (589) è il numero naturale dopo il 588 e prima del 590.

## Proprietà matematiche
- È un numero dispari.
- È un numero composto da 4 divisori: 1, 19, 31, 589. Poiché la somma dei suoi divisori (escluso il numero stesso) è 51 < 589, è un numero difettivo.
- È un numero semiprimo.
- È un numero omirpimes.
- È un numero congruente.
- È un numero intero privo di quadrati.
- È la somma dei tre numeri primi consecutivi (193 197 199).
- È un numero odioso.
- È parte delle terne pitagoriche (300, 589, 661), (589, 5580, 5611), (589, 9120, 9139) (589, 173460, 173461).

## Astronomia
- 589 Croatia è un asteroide della fascia principale del sistema solare.
- NGC 589 è una galassia spirale della costellazione della Balena.

## Astronautica
- Cosmos 589 è un satellite artificiale russo.